# 魯比 (亞利桑那州)
魯比（英語：Ruby）是位於美國亞利桑那州聖克魯斯縣的一個非建制地區。該地的面積和人口皆未知。

## 地理
魯比的座標為31°27′40″N 111°14′15″W / 31.46111°N 111.23750°W，而該地的平均海拔高度為1276米（即4186英尺）。